# Kaarlo Ekholm
Kaarlo Väinö "Kalle" Ekholm (født 7. december 1884 i Vyborg, Storfyrstendømmet Finland, død 13. maj 1946 i Helsinki) var en finsk gymnast, der deltog i OL 1912 i Stockholm.
Ekholm var en del af det finske hold, der stillede op i frit system. Holdet bestod af tyve gymnaster, og i en tæt konkurrence vandt Norge med 22,85 point, mens Ekholm og Finland blev nummer to med 21,85 og Danmark nummer tre med 21,25 point. Han deltog også i den individuelle konkurrence, men gennemførte ikke denne.